# Sztrattisz (történetíró)
Sztrattisz (Kr. e. 2. század?) görög történetíró.
Életéről annyit tudunk, hogy Olünthoszból származott. Műve: Peri tón Alexandron ephemeridón öt könyvben, továbbá írt Nagy Sándor haláláról, folyókról, forrásokról. Műveiből mindössze néhány töredék maradt fenn.